# 5819 Lauretta
5819 Lauretta este un asteroid din centura principală de asteroizi.

## Descriere
5819 Lauretta este un asteroid din centura principală de asteroizi. A fost descoperit pe 29 octombrie 1989 la Cerro Tololo de Schelte J. Bus. Asteroidul prezintă o orbită caracterizată de o semiaxă mare de 2,53 ua, o excentricitate de 0,16 și o înclinație de 5,6° în raport cu ecliptica.